# هیدروژن‌کافت
هیدروژن‌کافت یا هیدروژنولیز(به انگلیسی: Hydrogenolysis) یک واکنش شیمیایی است که در آن پیوند کربن–کربن یا کربن–هترواتم شکسته می‌شود یا توسط هیدروژن تحت لیز (تجزیه) قرار می‌گیرد. هترواتم ممکن است متفاوت باشد، اما معمولاً اکسیژن، نیتروژن یا گوگرد است. یک واکنش مرتبط با این واکنش، هیدروژنه کردن است، که طی آن هیدروژن به مولکول اضافه می‌شود، بدون آنکه پیوندهایی شکسته شود. معمولاً هیدروژن‌کافت با استفاده از گاز هیدروژن به صورت کاتالیزوری انجام می‌شود.